# کوتل بکک
گردنه‌ای برف‌گیر در مسیر شاهراه غور - کابل در افغانستان می‌باشد. این گردنه واقع در ولایت بامیان در سرحد با ولسوالی/شهرستان لعل و سرجنگل ولایت غور موقعیت دارد. این کوتل به دلیل برف‌گیری شش‌ماهه بین ماه‌های عقرب/آبان الی ثور/اردیبهشت، شهرت دارد که مشکلات ترافیکی را در تردد باشندگان ولایت غور به خصوص در فصل زمستان ایجاد می‌کند.